# ماود برگر-والاش
 ماود برگر-والاش (انگلیسی: Maud Barger-Wallach؛ زاده ۱۵ ژوئن ۱۸۷۰ درگذشته ۲ آوریل ۱۹۵۴) یک تنیس‌باز اهل ایالات متحده آمریکا بود.